# Осташковский сельсовет (Московская область)
Осташковский сельсовет — упразднённая административно-территориальная единица, существовавшая на территории Московской губернии и Московской области до 1939 года.
Осташковский сельсовет был образован в первые годы советской власти. По данным 1924 года он входил в состав Коммунистической волости Московского уезда Московской губернии.
23 ноября 1925 года из Осташковского с/с был выделен Чиверевский с/с.
По данным 1926 года в состав сельсовета входили село Осташково и фабричный посёлок Пролетарская Отрада.
В 1929 году Осташковский с/с был отнесён к Коммунистическому району Московского округа Московской области. При этом к нему был присоединён Старогорьевский (селения Сорокино и Старогорье) сельсовет.
27 февраля 1935 года Осташковский с/с был передан в Пушкинский район.
13 мая 1935 года из Осташковского с/с в Беляниновский с/с Мытищинского района был передан посёлок фабрики «Пролетарская отрада». Одновременно из Новосельцевского с/с Дмитровского района в Осташковский с/с было передано селение Чиверёво.
17 июля 1939 года Осташковский с/с был упразднён. При этом его территория (селения Осташково, Сорокино и Чивирёво) была передана в Жостовский с/с.